# ۱۴۳۸ (میلادی)
۱۴۳۸ (میلادی) هزار و چهارصد و سی و هشتمین سال تقویم میلادی است.

## درگذشتگان
‎